# Mistrzostwa Świata w Zapasach 1922
Mistrzostwa Świata w Zapasach 1922 odbyły się w Sztokholmie (Szwecja).

## Styl klasyczny
| Konkurencja: | Złoto             | Srebro          | Brąz                |
| ------------ | ----------------- | --------------- | ------------------- |
| -58 kg       | Fritjof Svensson  | Eduard Pütsep   | Kaarlo Mäkinen      |
| -62 kg       | Kalle Anttila     | Martin Egeberg  | Otto Boesen         |
| -67,5 kg     | Edvard Vesterlund | Ödön Radvány    | Birger Nilsen       |
| -75 kg       | Carl Westergren   | Einar Pettersen | Charles Frisenfeldt |
| -82,5 kg     | Edil Rosenqvist   | Rudolf Svensson | Svend Nielsen       |
| +82,5 kg     | Ernst Nilsson     | Anders Ahlgren  | Toivo Pohjala       |

## Tabela medalowa
| Lp. | Państwo   | Złoto | Srebro | Brąz |
| --- | --------- | ----- | ------ | ---- |
| 1.  | Szwecja   | 3     | 2      | 0    |
| 2.  | Finlandia | 3     | 0      | 2    |
| 3.  | Norwegia  | 0     | 2      | 1    |
| 4.  | Estonia   | 0     | 1      | 0    |
| 4.  | Węgry     | 0     | 1      | 0    |
| 6.  | Dania     | 0     | 0      | 3    |